# The Gilded Lily
The Gilded Lily (bra: Lírio Dourado ou O Lírio Dourado) é um filme estadunidense de 1935, do gênero comédia romântica, dirigido por Wesley Ruggles, estrelado por Claudette Colbert, e coestrelado por Fred MacMurray, Ray Milland, C. Aubrey Smith e Edward Craven. O roteiro de Claude Binyon foi baseado em uma história de Jack Kirkland e Melville Baker.
A trama retrata a história de uma taquígrafa que se torna uma famosa artista cortejada por um jornalista estadunidense e um aristocrata inglês.
Este foi o primeiro dos sete filmes que Colbert e MacMurray coestrelaram juntos.

## Sinopse
A taquígrafa Marilyn David (Claudette Colbert) e o aristocrata inglês Charles Gray Granton (Ray Milland) estão apaixonados, mas Marilyn descobre que ele é filho de um duque rico e está noivo de outra mulher. Ela, então, o repele e conta suas desventuras para o jornalista Peter Dawes (Fred MacMurray), um amigo que a ama secretamente. Peter publica uma reportagem sobre a mulher da classe trabalhadora que recusou a nobreza. Com isso, Marilyn fica famosa e torna-se cantora de um clube noturno. Em meio às suas complicações, Charles pede-a em casamento novamente, o que faz Marilyn ficar dividida entre ele e Peter.

## Elenco
- Claudette Colbert como Marilyn David
- Fred MacMurray como Peter Dawes
- Ray Milland como Charles Gray Granton[a]
- C. Aubrey Smith como Lloyd Granton, duque de Loamshire
- Edward Craven como Eddie, o fotógrafo
- Luis Alberni como Nate
- Donald Meek como Hankerson
- Claude King como Capitão do Barco
- Charles Irwin como Oscar, o líder da orquestra
- Forrester Harvey como Proprietário da Pousada Inglesa
- Edward Gargan como Guarda
- Charles C. Wilson como Editor-chefe
- Grace Bradley como Daisy
- Pat Somerset como Homem no clube de Londres
- Tom Dugan como Vagabundo
- Warren Hymer como Taxista
- Eddie Borden como Fotógrafo

## Produção
As filmagens aconteceram de 8 de outubro a 4 de dezembro de 1934 nos estúdios da Paramount e no Rancho Iverson em Chatsworth, Los Angeles, Califórnia.

## Recepção
Em 1935, "The Gilded Lily" foi nomeado o quinto melhor filme do ano pela National Board of Review.
A produção conduziu Fred MacMurray ao estrelato graças à sua interpretação jovial. Segundo o crítico e historiador de cinema Ken Wlaschin, este é um dos dez melhores filmes de Claudette Colbert.